# Michael Königes

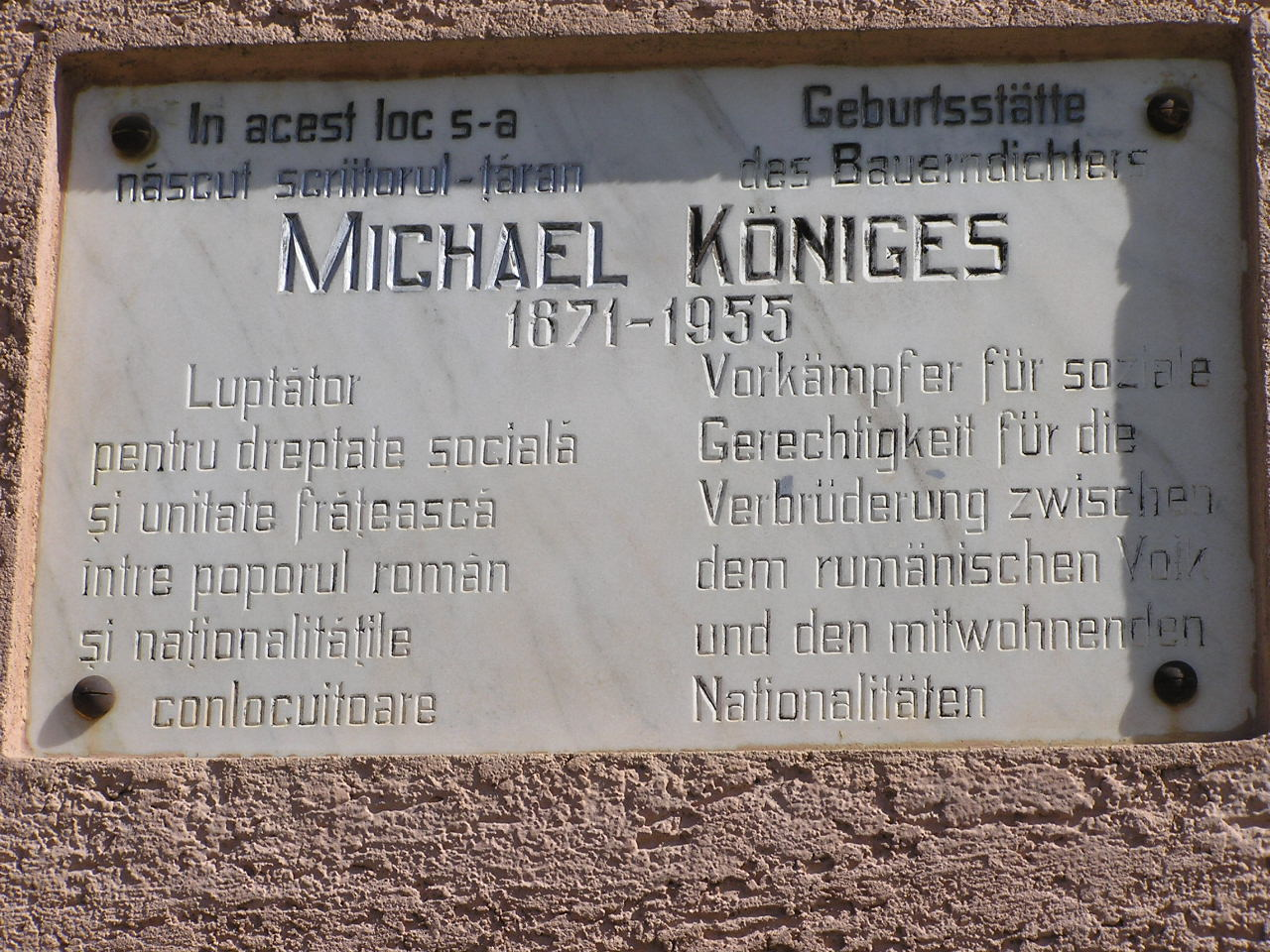
Placa comemorativă montată pe casa scriitorului popular Michael Königes, în Codlea, Str. Măgurii nr. 20

Michael Königes (n. 29 decembrie 1871, Codlea – d. 9 iunie 1955, Codlea), scriitor popular de limba germană din România.
Tatăl său a fost un țăran înstărit, iar el, conform tradiției, a trebuit să preia gospodăria părintească. Din acest motiv, nu a avut acces la studii. S-a instruit ca autodidact, scriind numai duminica.
Poetul susține că adesea era desemnat cu apelativele Volksdichter (poet popular) sau Bauerndichter (poet-țăran).
A scris 15 drame, 10 povestiri, 18 poezii, contribuții politice și istorice precum și note autobiografice. Din lucrările sale, cele mai cunoscute sunt dramele Gewalt und Recht ("Violență și drept" cu premiera în 1903 la Brașov) și Der hochenwürdige Herr (premiera în 1904). În cele două piese dramatice, a pus în evidență relațiile sociale ale țărănimii și burgheziei săsești, cu accente de critică socială. A mai scris și o comedie țărănească, Die Müßigen ("Trândavii", cu premiera în 1909), în care viața satului este redată cu umor.
În timpul refugierii din fața trupelor române, în 1918, în calitatea sa de viceprimar, a preluat conducerea comunei, reușind să preîntâmpine jefuirea ei.
După 1944 a scris dramele Michael Weiß, Stephan Ludwig Roth și Harteneck. A scris și două scenarii de film.
În anul 1956, la un an de la decesul său, la școala elementară din Codlea a fost înființat Cercul de literatură Michael Königes.
Casa scriitorului popular Michael Königes, aflată în Codlea pe Str. Măgurii 20, construită în sec. XIX, a fost înscrisă pe lista monumentelor istorice din Județul Brașov, pe anul 2004 la nr. curent 971, Cod LMI: BV-IV-m-B-11915.

## Scrieri
- Gewalt und Recht. Ausgewählte Schriften, (volum publicat de Carl Göllner cu o selecție din operele lui Königes), Editura pentru Literatură, București, 1963. Prefața cărții, al cărei titlu în dialectul săsesc era „Gewolt och Riecht”, a fost scrisă inițial de Georg Scherg. Înainte de ajungerea cărții la tipar, Georg Scherg a fost arestat iar prefața cărții respective a fost parțial modificată și semnată de Carl Göllner.[6]
- Prosa, Dramen (volum publicat de Horst Schuller Anger), Editura Kriterion, București, 1972